# Sant Boi de Llobregat
Sant Boi de Llobregat – gmina w Hiszpanii, w prowincji Barcelona, w Katalonii, o powierzchni 22,13 km². W 2011 roku gmina liczyła 83 070 mieszkańców.